# ミニメトロ

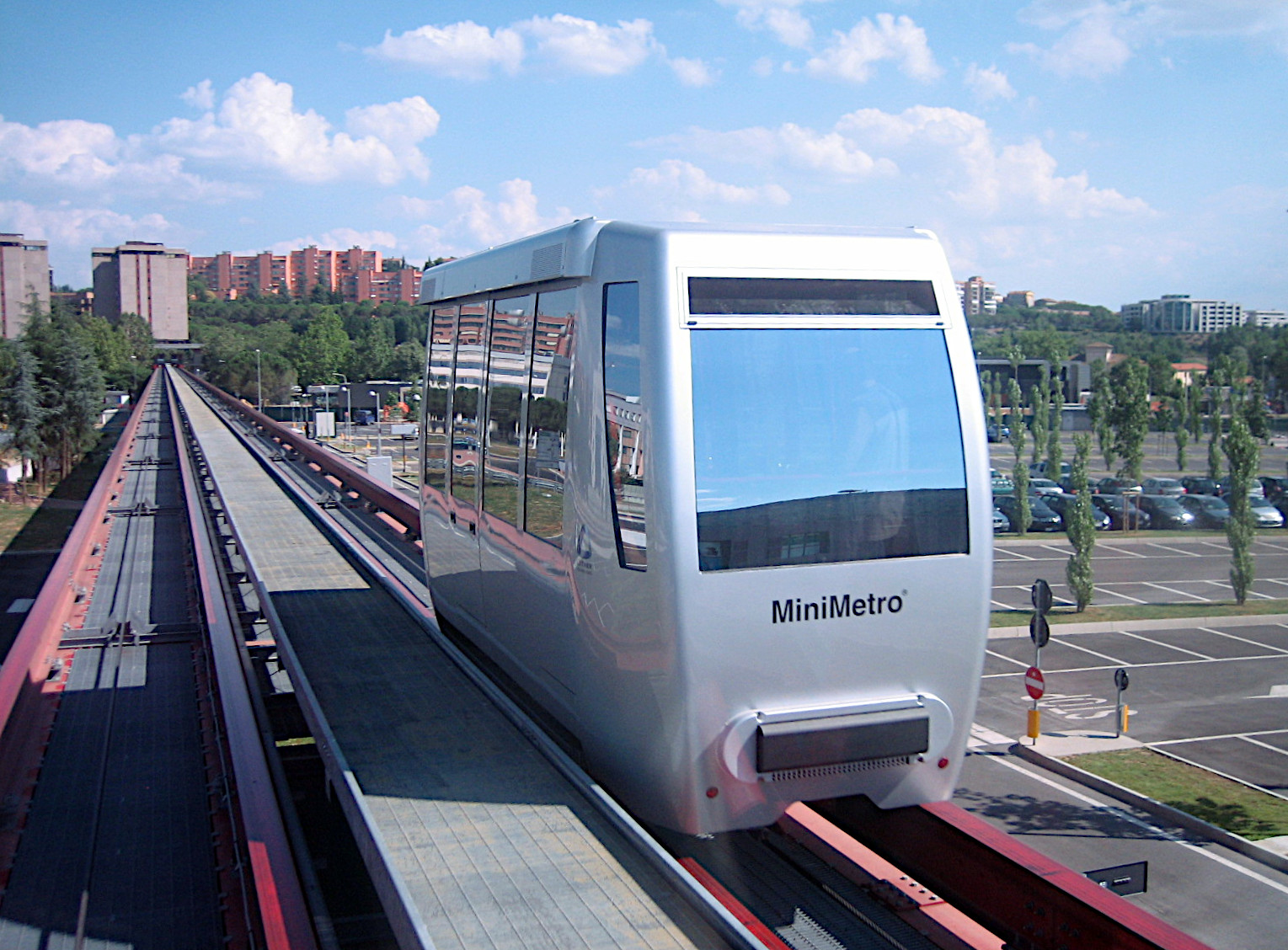
ペルージャのミニメトロ

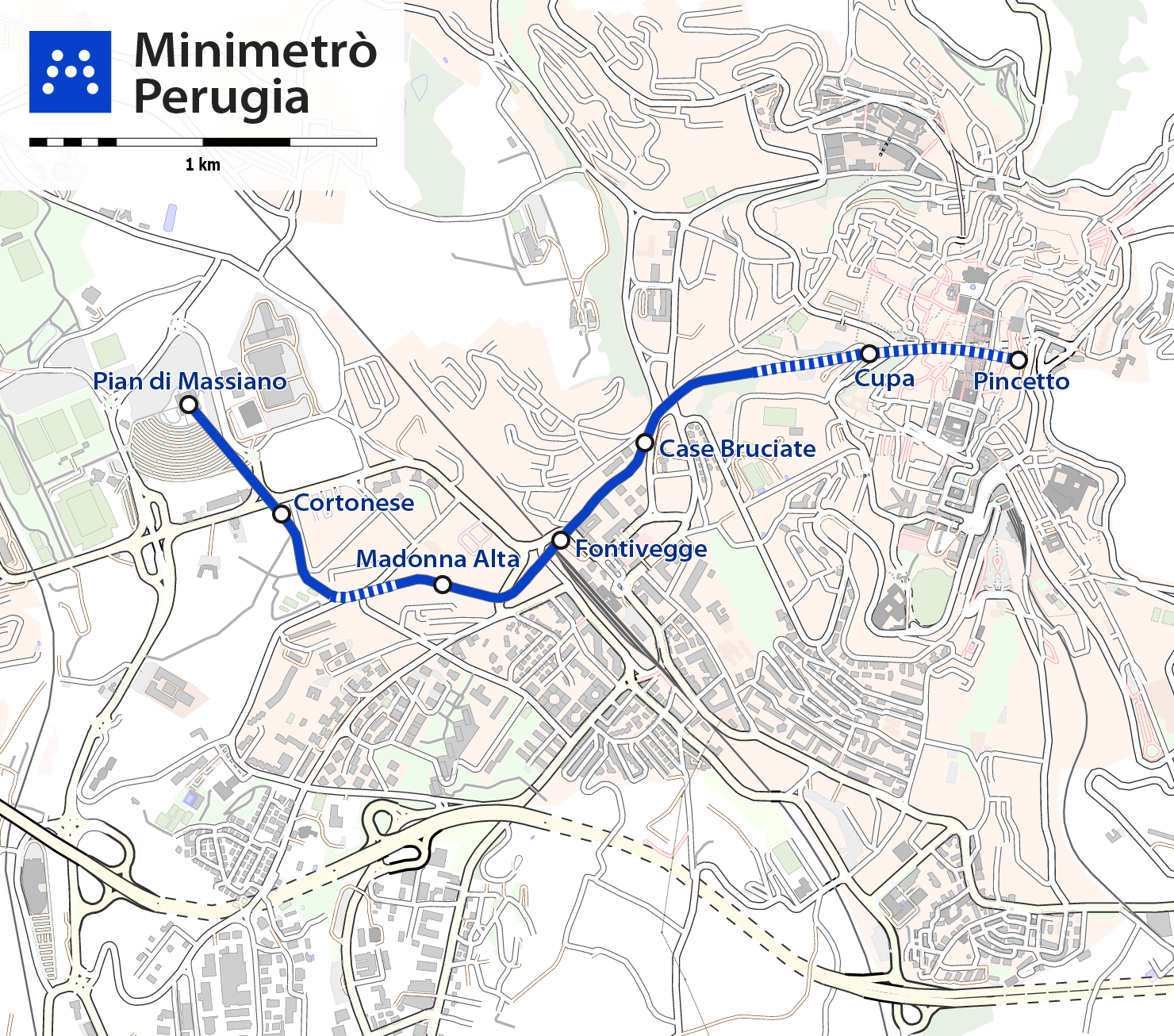
ペルージャのミニメトロ路線図

ミニメトロ（伊: Minimetrò、英: MiniMetro）は、ポマ／ライトナー・グループによって構築される、ケーブル推進化されたAutomated People Mover (APM) システムの一種である。
車両は、レールまたはエアクッション上で動作しており、（ケーブルを）分離可能なグリップまたは固定グリップのどちらかを備えている。
ライトナーは、イタリア共和国のヴィピテーノに、車両のためのテストトラックを所有している。
当システムの現在の最大定員数は、1時間当たり約8,000人である。
「ミニメトロ」ブランドで導入されている最新のシステムは、2013年5月に開業したカイロ国際空港のピープル・ムーバーであった。

## ペルージャ・ピープル・ムーバー
イタリア共和国のペルージャでは、都心の自動車による交通量を緩和するために、3.2km (2.0mi)の距離で7つの駅があるAPMシステムが、2008年2月に開業した。
このシステムは、乗客定員25人および最高速度25km/h (16mph)であり、車両長5mで25両以上の車両から成っている。
次に続く列車までの運転間隔は、約1.5分である。
2013年では、このシステムは1日当たり1万人の乗客を輸送している。
このシステムでは、2本目となる路線を計画している。
なお、イタリア共和国のボルツァーノおよびデンマークのコペンハーゲンにおいて、同様のシステムが検討中である。

## 他のミニメトロ導入例
- フランス・ランにあるポマ2000
- チューリッヒ国際空港のスカイメトロ
- フランクフルト国際空港の隣にある、The Squaire（英語版）の「The Squaire Metro」駐車場との連絡線
- ミネアポリス・セントポール空港のトラム
- デトロイト・メトロポリタン・ウェイン・カウンティ空港のエクスプレストラム
- カイロ国際空港のピープル・ムーバー